# La Vie de famille
Pour les articles homonymes, voir La Vie de famille (homonymie).
La Vie de famille (Family Matters) est une sitcom américaine en 215 épisodes de 21 minutes, créée par William Bickley et Michael Warren, et diffusée entre le 22 septembre 1989 et le 9 mai 1997 sur le réseau ABC et entre le 19 septembre 1997 et le 17 juillet 1998 sur le réseau CBS.
La série décrit le quotidien d'une famille américaine moyenne et leurs différents soucis, générés principalement par un voisin maladroit, bien que très intelligent Steve Urkel. Celui-ci est éperdument amoureux de sa voisine Laura et fait tout son possible pour qu'elle le remarque dans le bon sens (ce qui n'est pas le cas pendant un bon moment). Bien que maladroit il reste toujours très présent pour aider ses voisins et est très proche de la mamie Winslow.
En France, la série a été diffusée à partir du 1er janvier 1995 dans l'émission Club Dorothée sur TF1, qui ne diffuse que la première saison. La série est ensuite diffusée sur RTL9 dès le 28 août 1995. France 2 diffuse la saison 4 pendant l'été 1999, puis M6 diffuse à partir du 1er juin 2000 l'intégralité de la série. Rediffusions sur RTL9, AB1, NT1 et L'Énôrme TV, puis en septembre 2020 sur BET . En Belgique, la série a été diffusée sur La Deux puis rediffusée sur La Une, AB3 et AB4. En Suisse, la série a été diffusée sur TSR1. Les deux premières saisons sont diffusées à partir du 15 Avril 2024 diffusée sur la chaîne TFX. Les trois premières saisons sont proposées sur la plateforme de streaming TF1+ d'avril à juin 2024. La série est de retour en replay sur TF1+ en février 2025 

## Synopsis
Cette sitcom, dérivée de Larry et Balki, met en scène la famille Winslow à Chicago dont la vie est bouleversée par l'arrivée de Steve Urkel, un voisin terriblement maladroit et envahissant et éperdument amoureux de leur fille Laura.

## Fiche technique
- Titre original : Family Matters
- Création : William Bickley et Michael Warren
- Scénario :
- Décors :
- Costumes :
- Musique : As Days Go By de Jesse Frederick (épisodes 1 à 5 : What a Wonderful World de Louis Armstrong)
- Production : Thomas L. Miller, Robert L. Boyett, William Bickley, Michael Warren (saisons 2 à 7), David W. Duclon (saisons 3 à 8)
- Sociétés de production : Miller-Moyette Productions, Bickley-Warren Productions (saisons 3 à 9), Lorimar Television (saisons 1 à 4), Warner Bros. Television (saisons 5 à 9)
- Sociétés de distribution :  Warner Bros. Television
- Pays d'origine :  États-Unis
- Langue d'origine : anglais
- Chaîne d'origine : ABC puis CBS
- Format : Couleurs - 35 mm - 1,78:1 - Son stéréo
- Genre : Sitcom
- Durée :  21 minutes
- Dates de première diffusion :
  -  États-Unis : 22 septembre 1989 sur ABC
  -  France : 1er janvier 1995 sur TF1
- Public : Tout public
- Version française réalisée par :
  - Société de doublage : Ashi - Wawatou
  - Direction artistique : Jordan Haddad - David Berguig
  - Adaptation des dialogues : Jeremy Berguig - Samere Aortdmund
  - Enregistrement et mixage : Michael Berguig - Jonathan Haddad

## Distribution
| Reginald VelJohnson      | Carl Otis Winslow                                 | Principal                                           | Principal                                           | Principal                                           | Principal                                           | Principal                                        | Principal                                        | Principal                                        | Principal                                        | Principal                                        |  |
| Jo Marie Payton-Noble    | Harriette Baines-Winslow                          | Principale (jusqu'à l'épisode 11 de la saison 9)    | Principale (jusqu'à l'épisode 11 de la saison 9)    | Principale (jusqu'à l'épisode 11 de la saison 9)    | Principale (jusqu'à l'épisode 11 de la saison 9)    | Principale (jusqu'à l'épisode 11 de la saison 9) | Principale (jusqu'à l'épisode 11 de la saison 9) | Principale (jusqu'à l'épisode 11 de la saison 9) | Principale (jusqu'à l'épisode 11 de la saison 9) | Principale (jusqu'à l'épisode 11 de la saison 9) |  |
| Judyann Elder            | Harriette Baines-Winslow                          |                                                     |                                                     |                                                     |                                                     |                                                  |                                                  |                                                  |                                                  | Principale (à partir de l'épisode 14)            |  |
| Darius McCrary           | Edward "Eddie" Winslow                            | Principal                                           | Principal                                           | Principal                                           | Principal                                           | Principal                                        | Principal                                        | Principal                                        | Principal                                        | Principal                                        |  |
| Kellie Shanygne Williams | Laura Lee Winslow                                 | Principale                                          | Principale                                          | Principale                                          | Principale                                          | Principale                                       | Principale                                       | Principale                                       | Principale                                       | Principale                                       |  |
| Valerie Jones            | Judith "Judy" Winslow                             | Principale (épisode pilote)                         |                                                     |                                                     |                                                     |                                                  |                                                  |                                                  |                                                  |                                                  |  |
| Jaimee Foxworth          | Judith "Judy" Winslow                             | Principale (à partir de l'épisode 2 de la saison 1) | Principale (à partir de l'épisode 2 de la saison 1) | Principale (à partir de l'épisode 2 de la saison 1) | Principale (à partir de l'épisode 2 de la saison 1) |                                                  |                                                  |                                                  |                                                  |                                                  |  |
| Rosetta LeNoire          | Estelle "Mamie" Winslow                           | Principale                                          | Principale                                          | Principale                                          | Principale                                          | Principale                                       | Principale                                       | Principale                                       | Récurrente                                       | Récurrente                                       |  |
| Joseph Wright            | Richard "Richie" Crawford                         | Principal (en alternance)                           |                                                     |                                                     |                                                     |                                                  |                                                  |                                                  |                                                  |                                                  |  |
| Julius Wright            | Richard "Richie" Crawford                         | Principal (en alternance)                           |                                                     |                                                     |                                                     |                                                  |                                                  |                                                  |                                                  |                                                  |  |
| Bryton McClure           | Richard "Richie" Crawford                         |                                                     | Principal                                           | Principal                                           | Principal                                           | Principal                                        | Principal                                        | Principal                                        | Récurrent                                        | Récurrent                                        |  |
| Telma Hopkins            | Rachel Baines-Crawford                            | Principale                                          | Principale                                          | Principale                                          | Principale                                          |                                                  | Récurrente                                       |                                                  |                                                  | Invitée                                          |  |
| Jaleel White             | Steven "Steve" Urkel Stefan Urquelle Myrtle Urkel | Récurrent                                           | Principal                                           | Principal                                           | Principal                                           | Principal                                        | Principal                                        | Principal                                        | Principal                                        | Principal                                        |  |
| Shawn Harrison           | Waldo Geraldo Faldo                               |                                                     | Récurrent                                           | Récurrent                                           | Principal                                           | Principal                                        | Principal                                        | Principal                                        |                                                  |                                                  |  |
| Michelle Thomas          | Myra Monkhouse                                    |                                                     |                                                     |                                                     | Récurrente                                          | Récurrente                                       | Principale                                       | Principale                                       | Principale                                       | Principale                                       |  |
| Orlando Brown            | Jerry Jamal "3J" Jameson                          |                                                     |                                                     |                                                     |                                                     |                                                  |                                                  | Récurrent                                        | Principal                                        | Principal                                        |  |
| 1. 2. 3.                 |                                                   |                                                     |                                                     |                                                     |                                                     |                                                  |                                                  |                                                  |                                                  |                                                  |  |

### Acteurs principaux
- Reginald VelJohnson (VF : Marc Cassot) : Carl Otis Winslow
- Darius McCrary (VF : Adrien Antoine) : Edward « Eddie » James Arthur Winslow
- Kellie Shanygne Williams (VF : Sarah Marot) : Laura Lee Winslow
- Valerie Jones (pilote) puis Jaimee Foxworth (VF : Patricia Legrand) : Judith « Judy » Winslow (saisons 1-4)
- Jo Marie Payton-Noble (saisons 1.01-9.11) puis Judyann Elder (saison 9, épisode 14-) (VF : Claude Chantal) : Harriette Winslow
- Rosetta LeNoire (VF : Jane Val) : Estelle « Mamie » Winslow  (régulière saisons 1-7, récurrente saison 8, invitée saison 9)
- Joseph Julius Wright (saison 1) puis Bryton McClure (saisons 2-9) (VF : Patricia Legrand) : Richie Crawford (régulier saisons 1-7, récurrent saison 8, invité saison 9)
- Telma Hopkins (VF : Maïk Darah) : Rachel Baines-Crawford  (récurrente saisons 1-2, régulière saisons 3-4, invitée saisons 6 et 9)
- Jaleel White (VF : Gilles Laurent) : Steven Quincy "Steve" Urkel (récurrent saison 1, régulier saisons 2-9)
- Michelle Thomas (VF : Laurence Sacquet) : Myra Monkhouse (récurrente saisons 4-5, régulière saisons 6-9)
- Shawn Harrison (VF : Laurent Morteau) : Waldo Geraldo Faldo (récurrent saisons 2-3, régulier saisons 4-7)

### Acteurs récurrents
- Randy Josselyn : Rodney Beckett (saison 1)
- Ebonie Smith : Penny Peyser (saison 1)
- Bridgid Coulter : Jolene (saison 2)
- Cherie Johnson (VF : Patricia Legrand) : Maxine Johnson (saison 2)
- Barry Jenner (VF : Joël Martineau) : le lieutenant Lieu Murtaugh (saison 2)
- Orlando Brown (VF : Brigitte Lecordier puis Natacha Gerritsen) : Jarrett Jamal « 3J » Jameson (saisons 8-9)

- Version française
  - Studio de doublage : SOFI[1]
  - Direction artistique : Claude Chantal
  - Adaptation : Michel Salva, Jean-Jacques Pron, Marie-Jo Dolladille, Frédéric Espin, Ghislaine Gozès, Jean-Yves Jaudeau et Vincent Szczepanski

## Épisodes
| Saisons | Saisons | Chaînes | Épisodes | Diffusion originale | Diffusion originale |
| Saisons | Saisons | Chaînes | Épisodes | Début de la saison  | Fin de saison       |
| ------- | ------- | ------- | -------- | ------------------- | ------------------- |
|         | 1       | ABC     | 22       | 22 septembre 1989   | 27 avril 1990       |
|         | 2       | ABC     | 25       | 21 septembre 1990   | 26 avril 1991       |
|         | 3       | ABC     | 25       | 20 septembre 1991   | 8 mai 1992          |
|         | 4       | ABC     | 24       | 18 septembre 1992   | 14 mai 1993         |
|         | 5       | ABC     | 24       | 24 septembre 1993   | 20 mai 1994         |
|         | 6       | ABC     | 25       | 23 septembre 1994   | 19 mai 1995         |
|         | 7       | ABC     | 24       | 22 septembre 1995   | 17 mai 1996         |
|         | 8       | ABC     | 24       | 20 septembre 1996   | 9 mai 1997          |
|         | 9       | CBS     | 22       | 19 septembre 1997   | 17 juillet 1998     |

## Commentaires
- La série est dérivée du sitcom Larry et Balki (Perfect Strangers), diffusée sur ABC de 1986 à 1993, dans laquelle la mère de famille Harriette Winslow (interprétée par Jo Marie Payton-Noble) y était liftière dans l'immeuble du Chicago Chronicle.

- La Vie de famille est aujourd'hui souvent connue par la popularité du personnage de Steve Urkel (joué par Jaleel White), voisin de la famille Winslow, avec sa phrase fétiche « C'est moi qui ai fait ça ? ». Néanmoins, au début, il était prévu que Steve n'apparaisse que dans un seul épisode, le numéro 13 de la première saison, mais face à la demande des téléspectateurs qui avaient adoré son passage, il devint un personnage récurrent de la première saison puis un personnage principal dans le reste de la série.

- La série, bien que comique, a pris parfois un tournant engagé avec évocation de sujets plus graves. Ainsi, dans certains épisodes, Carl Winslow qui est policier est confronté à la violence et au danger. Armes à feu, racisme ou encore alcoolisme sont des thèmes abordés sérieusement dans la série.

- La série devait au départ s'arrêter au bout de la huitième saison au printemps 1997, après la décision d'ABC de l'annuler. Mais la chaîne CBS, désireuse de rajeunir son public, entreprit la production d'une neuvième saison. Une dixième était ensuite prévue, avec le mariage de Laura et Steve, mais face aux faibles audiences de la dernière saison, le show fut définitivement annulé.

- Au fil des saisons, la série a pris une tournure parfois plus fantastique, notamment avec les inventions de Steve Urkel, toutes plus extraordinaires les unes des autres.

- En 2019, soit 30 ans après la première diffusion de la série, Steve Urkel apparaît dans un épisode de la série Scooby-Doo et compagnie.

## Crossover avecLa Fête à la maison
- Dans l'épisode 16 de la saison 4 de la série La Fête à la maison, Steve Urkel, entre dans la maison des Tanner.

- et apparaît dans la saison 1 de Notre belle famille.